# NGC 6598
NGC 6598 (również PGC 61462 lub UGC 11139) – galaktyka spiralna (S/P), znajdująca się w gwiazdozbiorze Smoka. Odkrył ją Lewis A. Swift 6 września 1883 roku.